# Oki, souvenirs d'une jeune fille au pair
Oki, souvenirs d'une jeune fille au pair est une série de bande dessinée policière dessinée par Erik Juszezak et écrite par Christian Godard. Ses six volumes ont été publiés de 1998 à 2003 par les éditions Glénat.
Cette série se déroulant à l'époque de sa publication s'inspire de différents scandales politico-financiers survenus en France.

## Synopsis
Après la mort de son compagnon Hoan, la Japonaise Oki part travailler à Paris comme jeune fille au pair. Ses employeurs l'entraînent systématiquement dans de dangereuses péripéties, dont elle se sort grâce à l'aide de son protecteur, l'inspecteur de police Lambert. À mesure qu'Oki fait le deuil d'Hoan, elle se rapproche de Lambert.

## Albums
Dans la collection « Bulle noire » de Glénat :
1. La mort au bout du voyage, 1998  (ISBN 2-7234-2667-X).
2. Un mort de trop, 1999  (ISBN 2-7234-2834-6).
3. Prémonitions, 2000  (ISBN 2-7234-3172-X).
4. Un suicide indiscutable, 2001  (ISBN 2-7234-3454-0).
5. Le fantôme du fond du parc, (2002  (ISBN 2-7234-3761-2).
6. La peur au ventre, 2003  (ISBN 2-7234-4131-8)[1].

### Documentation
- Christian Godard (int. par Jean-Pierre Fuéri), « Godard joue les Ric Rocher », BoDoï, no 69,‎ décembre 2003, p. 4.